# Craugastor polyptychus
Craugastor polyptychus es una especie de anuros en la familia Craugastoridae.

## Distribución geográfica y hábitat
Es endémica del sudeste de Nicaragua, Costa Rica y el oeste de Panamá.

## Estado de conservación
Se encuentra ligeramente amenazada por la pérdida de su hábitat natural.